# Голланд Сміт
Го́лланд Мак-Та́йєр Сміт (англ. Holland McTyeire Smith), (нар. 20 квітня 1882 — пом. 12 січня 1967) — воєначальник США, генерал морської піхоти, один із командирів союзницьких сил під час Другої світової війни. Відомий як «батько морських десантників США». У військових колах був знаний як «Горластий божевільний» (англ. «Howlin' Mad»).
Генерал Сміт керував підготовкою десантників армії, флоту і морської піхоти США напередодні Другої світової війни, що стало запорукою багатьох успішних висадок в Атлантиці й Тихому Океані. Він допомагав організувати десант військ США і Канади на острови Киска і Атту Алеутської гряди, а також безпосередньо керував 5-м десантним корпусом у штурмах островів Гілберта, Маршаллових островів, Сайпану і Тініану з групи Маріанських островів.
Під час операції на Маріанських островах Сміт був відповідальним не лише за 5-й десантний корпус, але за всі експедиційні сили США. Після цього він служив у ранзі генерала морської піхоти і очолив 56-й експедиційний корпус десантників у битві за Іодзіму.

## Біографія
Голланд Сміт народився 20 квітня 1882 в м. Сіл, штат Алабама, США. Після закінчення школи, свою освіту закінчував у Алабамському політехнічному інституті у 1901 р. У 1903 р. він здобув ступінь бакалавра з правознавства. Певний час працював адвокатом в Алабамі, поки не був призначений 20 травня 1905 р. на посаду молодшого лейтенанта в підрозділі морської піхоти. На цій посаді він служив у складі американського експедиційного корпусу на Філіппінах, в Панамі, Домініканській республіці та інших місцях. Під час Першої світової війни Сміт служив у складі підрозділу морської піхоти у Франції. За свою службу він отримав від французького уряду Військовий хрест.
Після війни Голланд Сміт продовжив своє навчання у військовій академії США та служив на різних посадах в армії та флоті США. Його знову залучили до іноземних операцій флоту країни — в цей час він служив у Гаїті, та на борту американських військових кораблів в інших регіонах світу. Сміта також призначили начальником штабу тихоокеанського відділу морської піхоти США. У 1939 р. він став заступником командувача морської піхоти США.
З початком Другої світової війни Сміта призначили командувачем 1-ї бригади морської піхоти США. У межах цієї бригади він почав уперше запроваджувати морський десант в армії країни. У 1942 р. він перебрав командування Десантним корпусом Тихоокеанського флоту США і продовжив формування десантних підрозділів 2-ї та 3-ї бригади морської піхоти США.
Перші бойові дії війни з його участю відбулися на Алеутських островах у Тихому океані. у 1945 р. Сміт командував морською піхотою США та очолював 56-й експедиційний корпус під час битви за Іодзіму та війни з Японією.
Після війни його відрядили до Каліфорнії, де він викладав у тренувальній школі морської піхоти США. 15 травня 1946 р. він пішов на пенсію і до своєї смерті у 84-річному віці 12 січня 1967 мешкав у Каліфорнії.
База корпусу морської піхоти США розташована на Гаваях була названа на його честь (Camp H.M. Smith).